# Stictoptera melanistella
Stictoptera melanistella là một loài bướm đêm trong họ Noctuidae.